# Rijksmuseum van Natuurlijke Historie
Het Rijksmuseum van Natuurlijke Historie te Leiden, werd in 1820 bij koninklijk besluit opgericht als 's Rijks Museum van Natuurlijke Historie (RMNH). Het ontstond uit een samenvoeging van bestaande collecties op initiatief van Coenraad Jacob Temminck, die het museum vooral zag als een onderzoeksinstituut. Er was dan ook een relatie met de Rijksuniversiteit Leiden. De bij het ontstaan reeds aanzienlijke collectie werd gedurende de volgende 150 jaar nog sterk uitgebreid, voornamelijk door aanwinsten uit regelmatige buitenlandse expedities en door verkrijging van particuliere verzamelingen, vaak ook uit erfenissen. In 1878 werd door afsplitsing het zelfstandige Rijksmuseum voor Geologie en Mineralogie (RGM) gevormd. In 1990 kwamen het RMNH en het RGM weer bijeen en fuseerden tot Nationaal Natuurhistorisch Museum (NNM). In 1995 werd het NNM verzelfstandigd als "Stichting Nationaal Natuurhistorisch Museum", waarna in 1998 de naam "Naturalis" werd aangenomen.

## Het RMNH en zijn publiek
Een publieksfunctie was tot 1976 zo goed als afwezig. Van 1820 tot 1913 was het museum aan de Papengracht in Leiden gewoonlijk alleen op zondagen voor publiek geopend. Wel konden studenten en wetenschappers er op aanvraag rondgeleid worden.
In 1913 verhuisde het museum naar een nieuw gebouw (aan de Leidse Raamsteeg), waar slecht één klein zaaltje ter beschikking stond voor exposities. In 1950 werd ook dit zaaltje gesloten wegens gebrek aan toezicht. Sindsdien kwamen er alleen nog enkele bezoekers binnen voor rondleidingen, lezingen en zeldzame, tijdelijke tentoonstellingen.
In 1976 verscheen een belangrijke nota, ‘Naar een nieuw museumbeleid’. Deze had als gevolg dat het museum meer een centrale museumfunctie ging vervullen binnen zijn vakgebied, onder andere met behulp van tijdelijke en rondzendtentoonstellingen, en door uitleen van stukken uit zijn collectie aan andere musea. Een eigen permanente expositie was er toen echter nog steeds niet.
Die kwam er pas toen het museum in 1986 de zogenaamde ‘Nationale Presentatie’ op het gebied van de natuurlijke historie kreeg toebedeeld door de minister. Toen begon men plannen te maken voor een nieuw gebouw - deze waren in 1990 gereed - en was de regering bereid hieraan mee te betalen. Dit resulteerde ruim tien jaar later (1998) in het succesvolle museum Naturalis. Naturalis werd deels gevestigd in het voormalige Pesthuis in Leiden, waaruit eind jaren negentig het Legermuseum vertrokken was.

## Lijst met opeenvolgende directeuren
1. 1820 -1858 Coenraad Jacob Temminck
2. 1858 - 1884 Hermann Schlegel
3. 1884 - 1913 Fredericus Anna Jentink
4. 1913 - 1933 Eduard Daniël van Oort
5. 1933 - 1958 Hilbrand Boschma
6. 1958 - 1972 Leo Brongersma
7. 1972 - 1982 Willem Vervoort[2]
8. 1982 - 1989 Jacobus Theodorus Wiebes[3]
9. 1989 - 1991 A.O.J.M. de Caluwé
10. 1991 - 2003 Wim van der Weiden

## Gebouwen en interieur

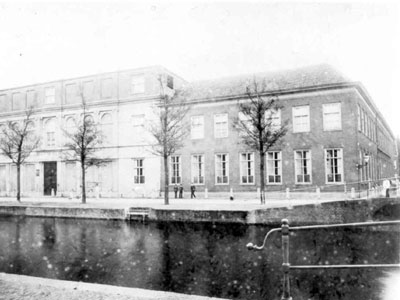
1820-1913: Gebouw Papengracht/Rapenburg
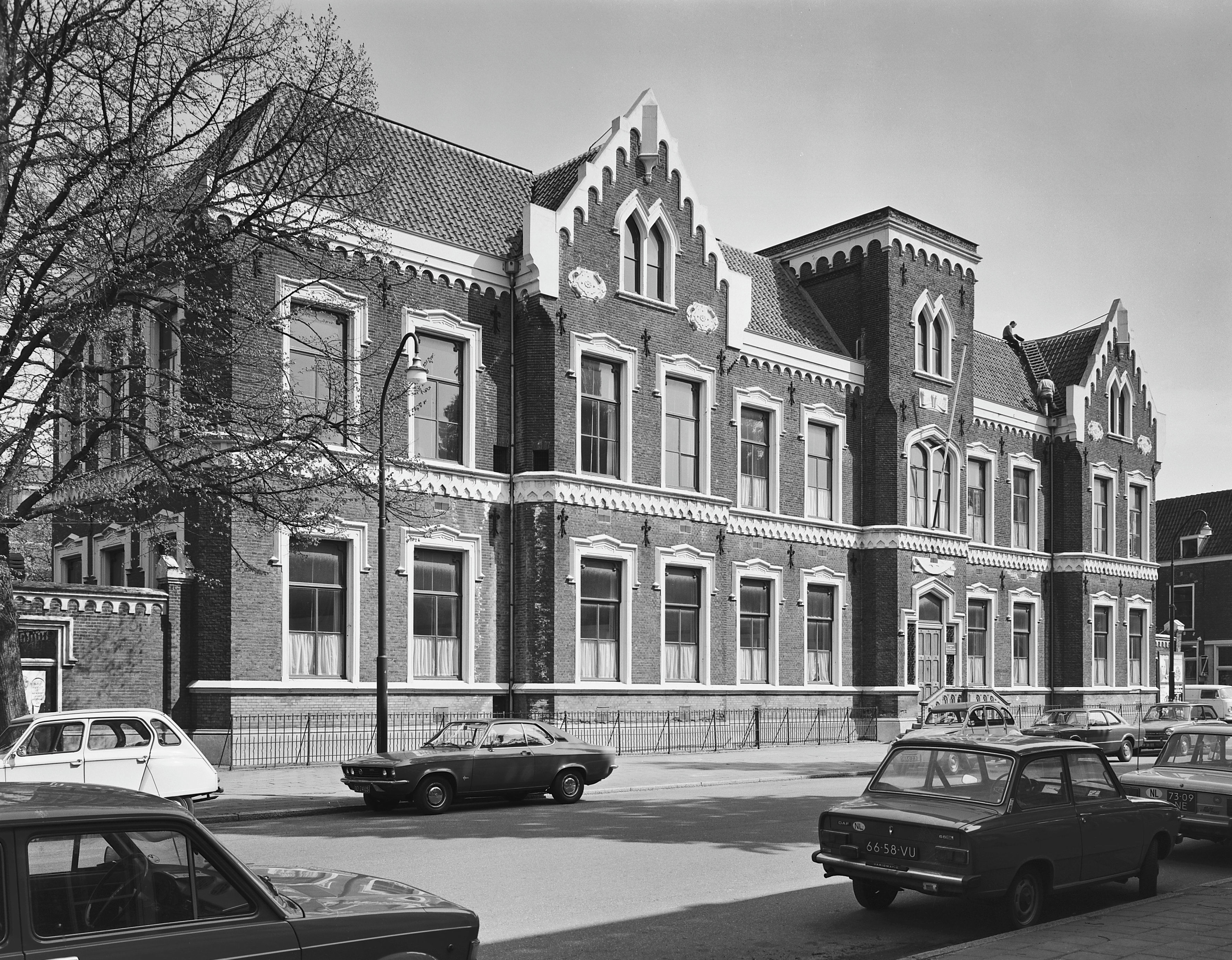
1913-1990: Gebouw Doezastraat/hoek Raamsteeg
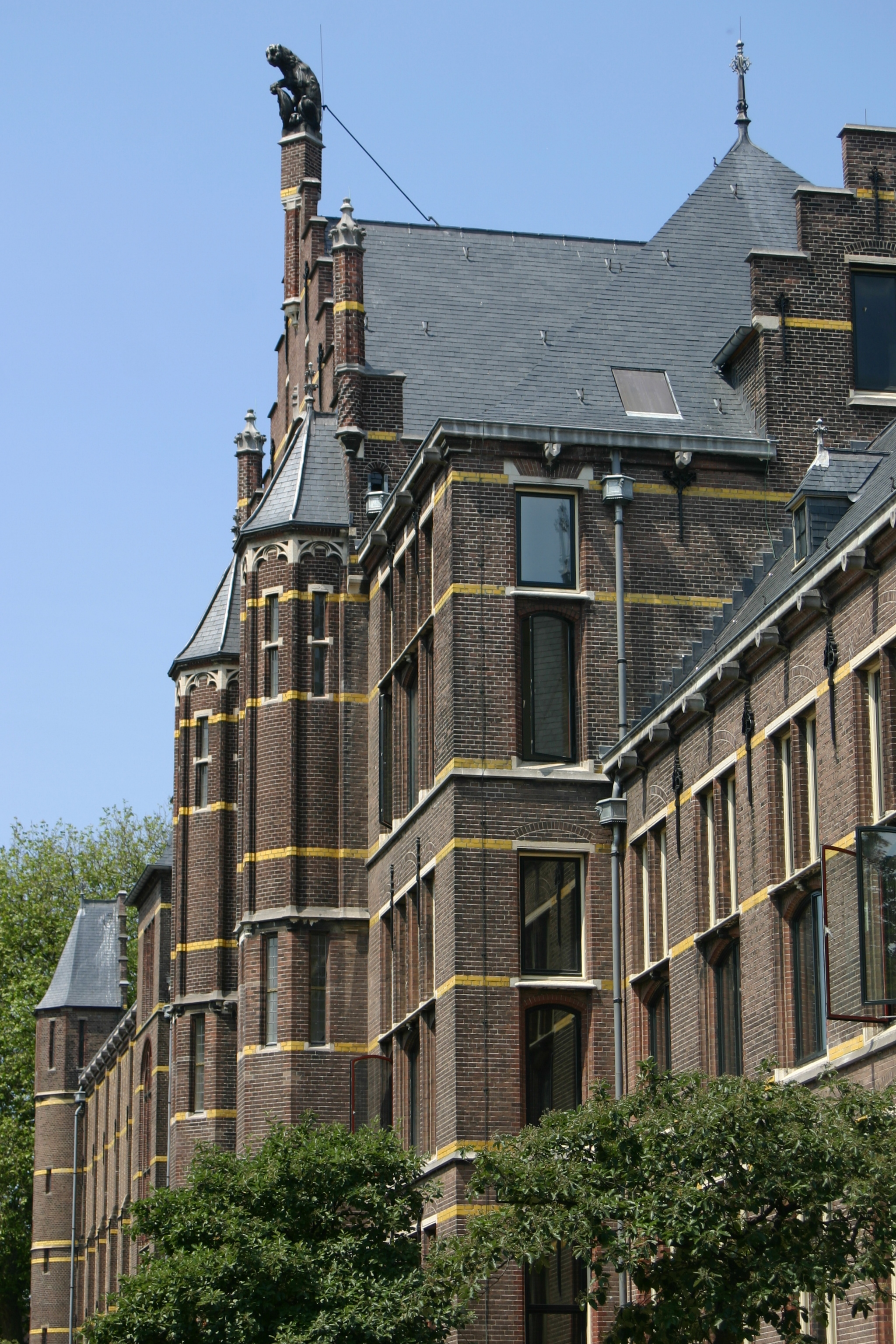
1913-1990: Raamsteegzijde
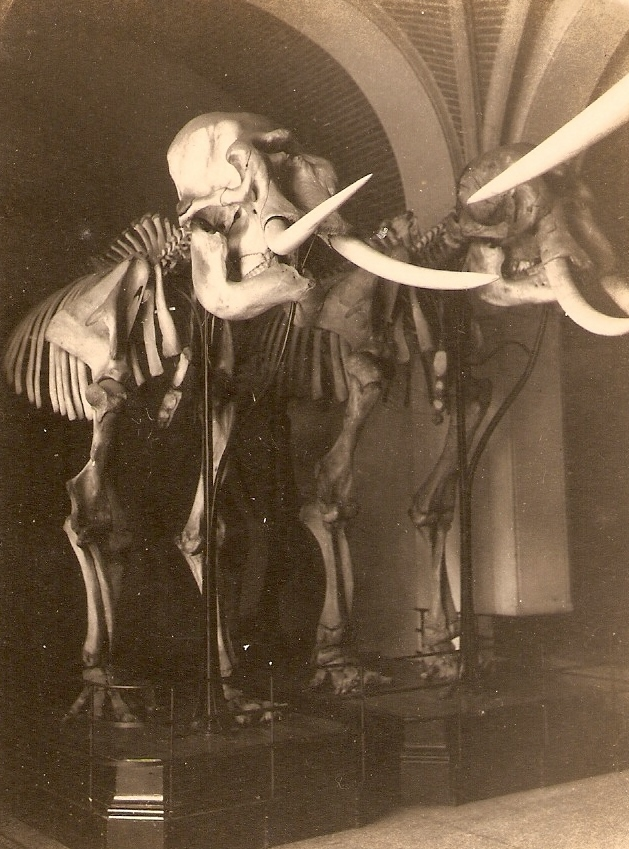
Hal met twee olifantskeletten
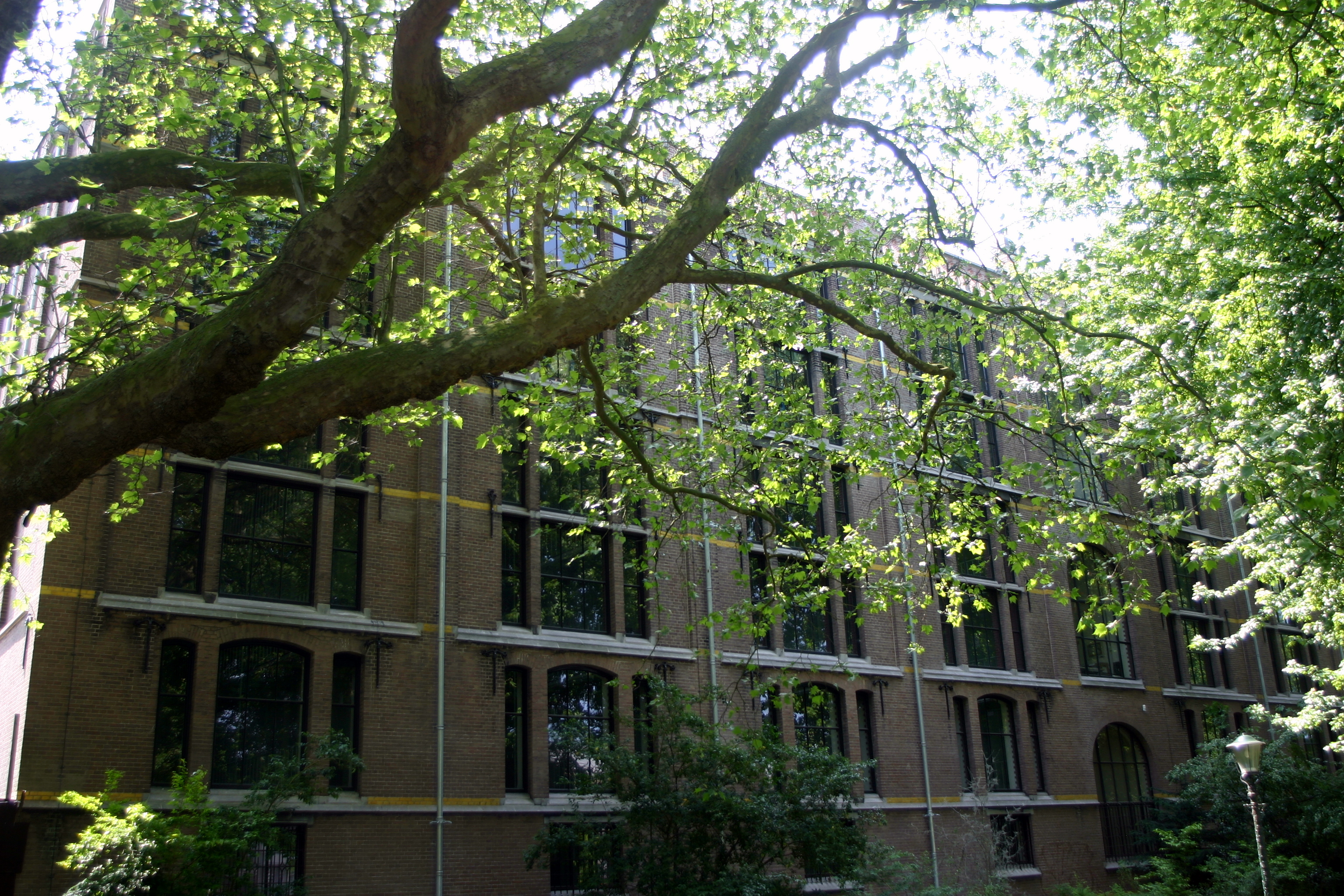
1913-1990: "Droge magazijn", grenzend aan Van der Werffpark
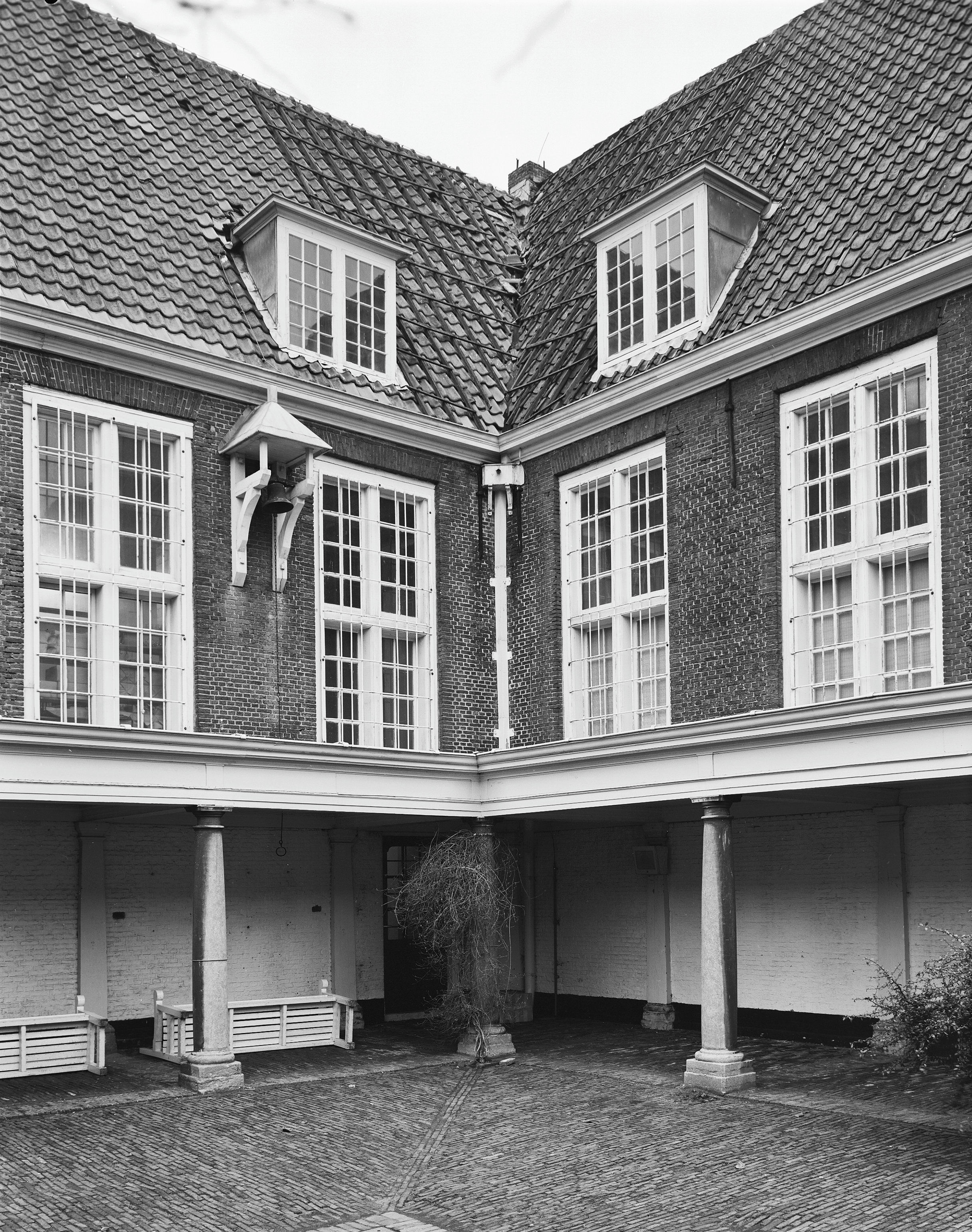
Pesthuis Leiden

## Varia
- Stephen Jay Gould beschrijft zijn bezoek aan het gebouw aan de Raamsteeg in het boek Dinosaur in a Haystack.